# 6852 Nannibignami
6852 Nannibignami è un asteroide della fascia principale. Scoperto nel 1985, presenta un'orbita caratterizzata da un semiasse maggiore pari a 2,3959762 UA e da un'eccentricità di 0,1728709, inclinata di 2,49756° rispetto all'eclittica.